# Achilixius fasciata
Achilixius fasciata är en insektsart som beskrevs av  1989. Achilixius fasciata ingår i släktet Achilixius och familjen Achilixiidae. Inga underarter finns listade i Catalogue of Life.